# Samantha Irvin
Samantha Johnson (née le 9 janvier 1989 à Dennis) est une ancienne annonceuse de catch et officie toujours en tant que musicienne américaine.

## Biographie

### Jeunesse
Samantha Johnson naît à Dennis, dans le Massachusetts, le 9 janvier 1989. Elle est l'aînée de six frères et sœurs. À l'âge de quatre ans, elle a commencé à étudier la musique classique, pour ensuite concourir en flûte au niveau national. Elle grandit à Cap Cod et, à l'âge de 12 ans, sa famille déménage à New Bedford, dans le Massachusetts.

### Carrière musicale
De 2011 à 2015, Johnson a été la chanteuse principale du spectacle hommage à Michael Jackson Thriller – Live.

### Carrière au sein du catch professionnel
Johnson a été introduite dans la promotion de lutte professionnelle WWE par le membre des Hall of Fame, Mark Henry. Elle a initialement auditionné au Centre d'Entraînement de la WWE pour devenir catcheuse, mais sans succès. En avril 2021, elle a été embauchée par la WWE comme annonceuse de ring pour WWE 205 Live sur Peacock. En février 2023, à la suite de la Draft, elle est transférée dans le show rouge (Raw) sur la chaine USA Network. À WrestleMania XL, en avril 2024, Irvin a présenté l'ensemble des 14 matchs ; sa performance a suscité les éloges de l'annonceur vétéran Michael Buffer. Lors du passage de la WWE à Lyon, France pour Backlash 2024, elle reçu une immense ovation des fans. En octobre 2024, elle annonce quitter son poste d'annonceuse de la WWE.

## Vie privée
Elle vit en couple avec le catcheur de la All Elite Wrestling, Ricochet. Le couple se marie le 26 mars 2025. Elle est également maman d'une petite fille, Myra.

## Filmographie
- 2012 : Got 2B Real: The Diva Variety Show : Christina Aguilera
- 2015 : Got 2B Trill: The Untold Story : Christina Aguilera
- 2019 : Social Girl : Virginie Washington

## Discographie
- 2016 : 27Underground